# Motor radial
Motores radiais, também chamados motores em estrela - são motores de combustão interna de simetria radial, com pistões dispostos em torno de um ponto central na árvore de manivelas. Esta configuração foi muito utilizada como motor aeronáutico.
Estes motores têm sido de utilização principalmente aeronáutica, sendo raros em outros tipos de veículos. Um exemplo de aplicação de um motor de 9 cilindros em estrela num veículo terrestre foi o tanque M4 Sherman. Um motor deste tipo foi utilizado na pouco convencional motocicleta Megola.
Também são utilizados em embarcações, dragas de extração de areia e nos garimpos para extração de ouro.

## Funcionamento

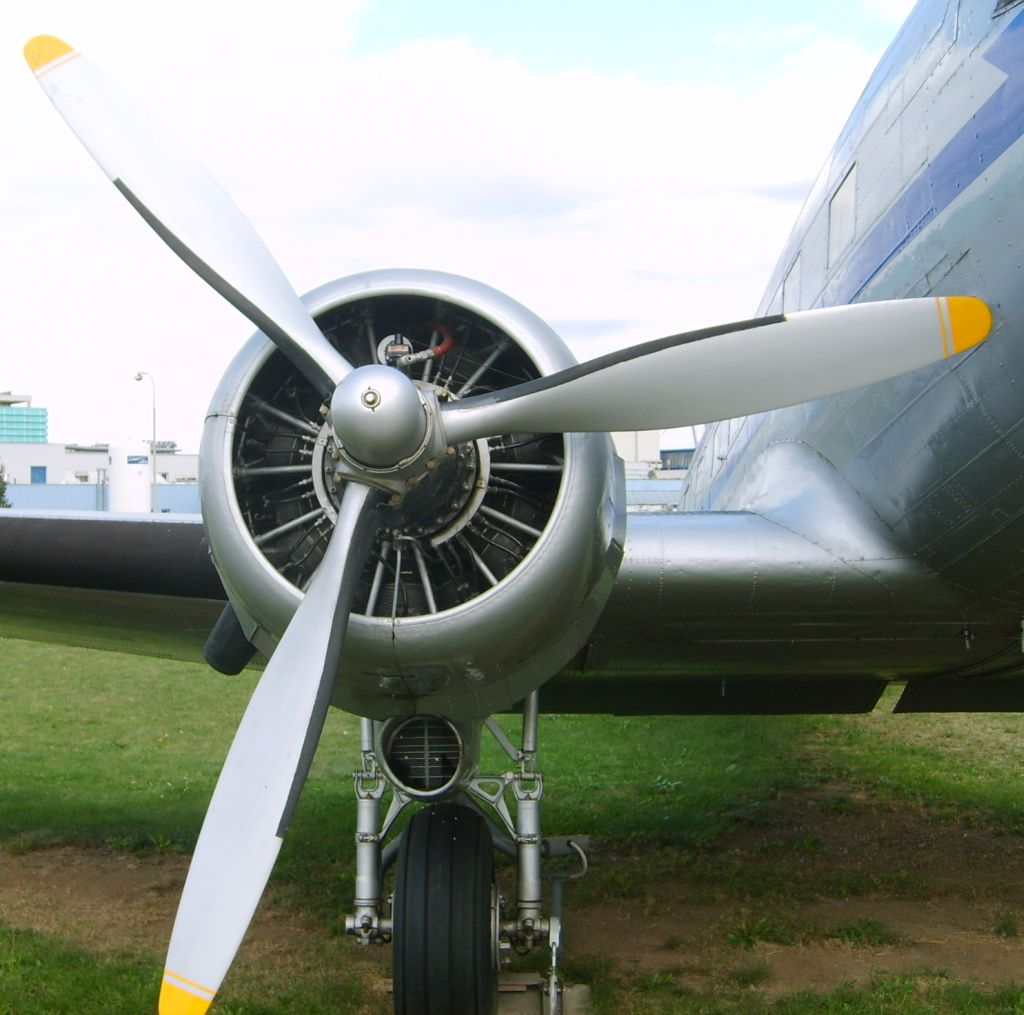
Na imagem vê-se um exemplo de uso de um motor radial em uma das asas de um avião.

Os motores radiais de quatro tempos têm um número ímpar de cilindros por linha, de modo que uma ordem de disparo consistente entre os pistões pode ser mantida, proporcionando uma operação suave. Por exemplo, em um motor de cinco cilindros, a ordem de disparo é 1, 3, 5, 2, 4 e de volta ao cilindro 1. Além disso, isso sempre deixa uma lacuna de um pistão entre o pistão em seu curso de combustão e o pistão em compressão. O golpe ativo ajuda diretamente a comprimir o próximo cilindro a disparar, tornando o movimento mais uniforme. Se um número par de cilindros fosse usado, um ciclo de queima igualmente cronometrado não seria viável. O protótipo radial "Zoche aerodiesel" tem um número par de cilindros, quatro ou oito; mas isso não é problemático, porque eles são motores de dois tempos, com duas vezes o número de tempos de potência de um motor de quatro tempos por rotação do virabrequim.